# Lumina cerului nocturn

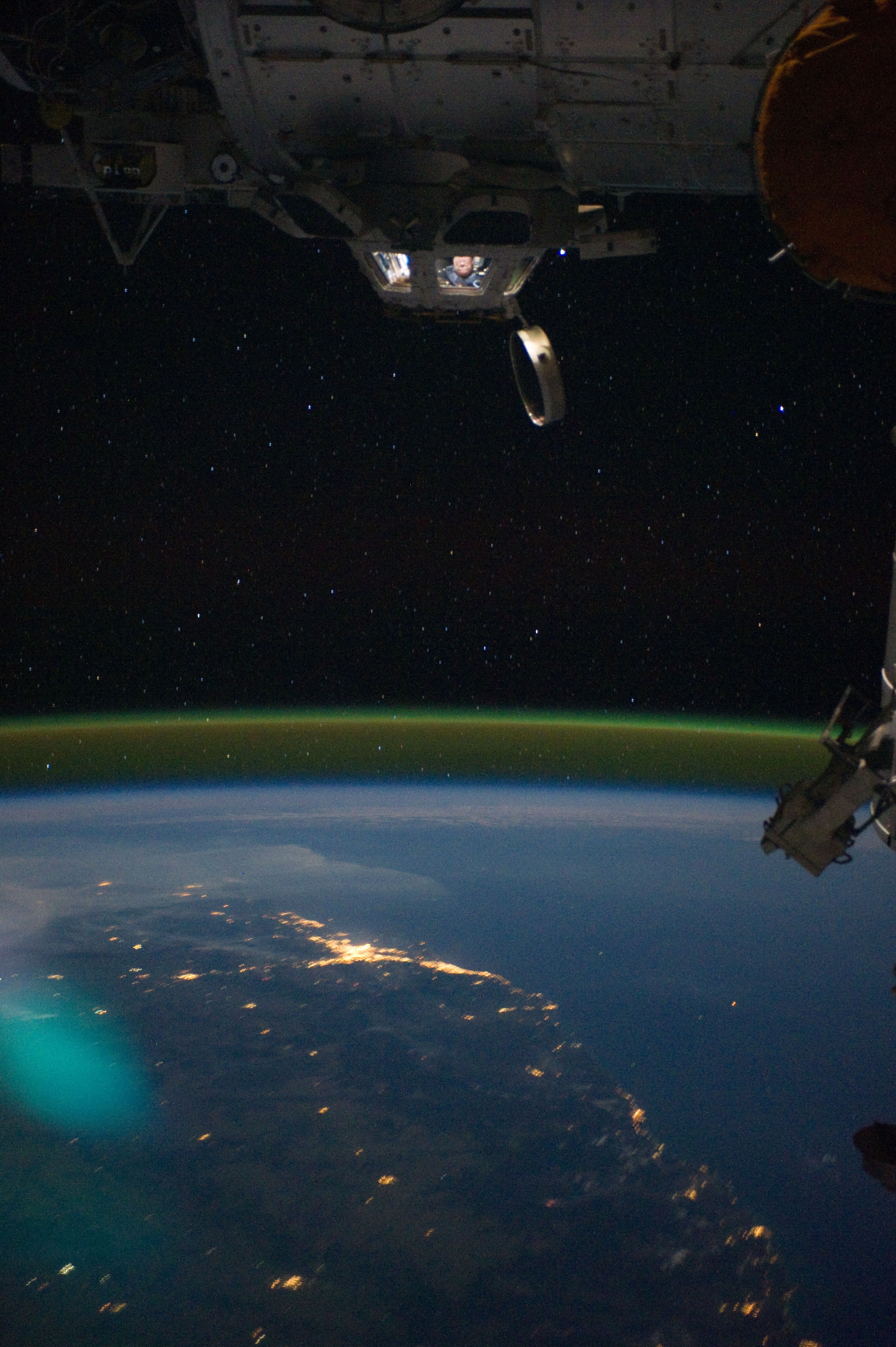
Strălucire a cerului nocturn, vizibilă de pe SSI

Lumina cerului nocturn reprezintă o emisie slabă de lumină în atmosferă, care face ca noaptea să nu fie întuneric total.
Fenomenul optic a fost descris pentru prima dată de astronomul suedez Anders Jonas Ångström în 1868.
Strălucirea cerului pe timp de noapte, vizibilă și în lipsa Lunii, prezintă următoarele componente:
- Lumina atmosferei (sau airglow) în proporție de 37 %: este emisă la o altitudine mai mare de 80 km de către atomii și moleculele atmosferei terestre. Intensitatea sa este minimă către zenit și crește către orizont, iar spectrul său prezintă un fond continuu care se extinde de la 400 nm până în infraroșu la circa 1200 nm, peste care se suprapun linii și benzi de emisie ale unor atomi (de oxigen, azot, sodiu, hidrogen, heliu) și molecule (de oxigen, azot sau hidroxil). Intensitatea luminoasă prezintă variații diurne, sezoniere și seculare și variații dependente direct de activitatea solară. Cele mai mari variații sunt puse în evidență la banda de emisie din infraroșu a hidroxilului (OH), la liniile de emisie de 557,7 și 630 nm ale oxigenului neutru, precum și la linia de 589,3 nm a sodiului neutru.
- Lumina interplanetară (lumina zodiacală și antisolară, 34 %) este generată de lumina solară împrăștiată de particulele de praf din spațiul interplanetar.
- Lumina integrată a stelelor contribuie cel mai puțin la lumina cerului nocturn.